# Achim
Achim – miasto w Niemczech, w kraju związkowym Dolna Saksonia, w powiecie Verden, nad rzeką Wezerą. W 2023 roku miasto liczyło 32 926 mieszkańców.

## Historia
Tereny te były pierwotnie zamieszkiwane przez plemię Sasów, po chrystianizacji przez Karola I Wielkiego zostały one włączone do archidiecezji Bremy. Pierwsza wzmianka o miejscowości pochodzi z roku 1091, wymieniana jest jako Acheim, chociaż jedna z dzielnic, Baden, jest wzmiankowana już w roku 1013. Achim zostało znacznie zniszczone podczas wojny trzydziestoletniej wskutek wybuchu prochu stacjonujących tu wojsk duńskiego króla Chrystiana IV, przetrwały jedynie dwa domy oraz murowany kościół. Budowa linii kolejowej w 1847 roku zapoczątkowała industrializację miejscowości, w 1865 w młynie zainstalowano pierwszą stacjonarną maszynę parową. W 1866 miasto ustanowiono siedzibą powiatu, w 1932 włączono je do powiatu Verden. W 1920 do miasta doprowadzono sieć elektryczną, w roku 1927 rozpoczęto budowę sieci kanalizacyjnej. W 1965 uruchomiono oczyszczalnię ścieków, a rok później ujęcie wody pitnej. W 1993 ukończono budowę współczesnego ratusza.

## Atrakcje turystyczne
- kościół św. Wawrzyńca, najstarszy budynek w mieście, wzmiankowany w 1257 roku, w stylu romańsko-gotyckim[3],
- wiatrak z 1769, wysoki na 29 metrów[4],
- 24-dzwonowy karylion na Bibliotheksplatzu, wykonany w odlewni Petit & Fritsen[5].

## Miasta partnerskie

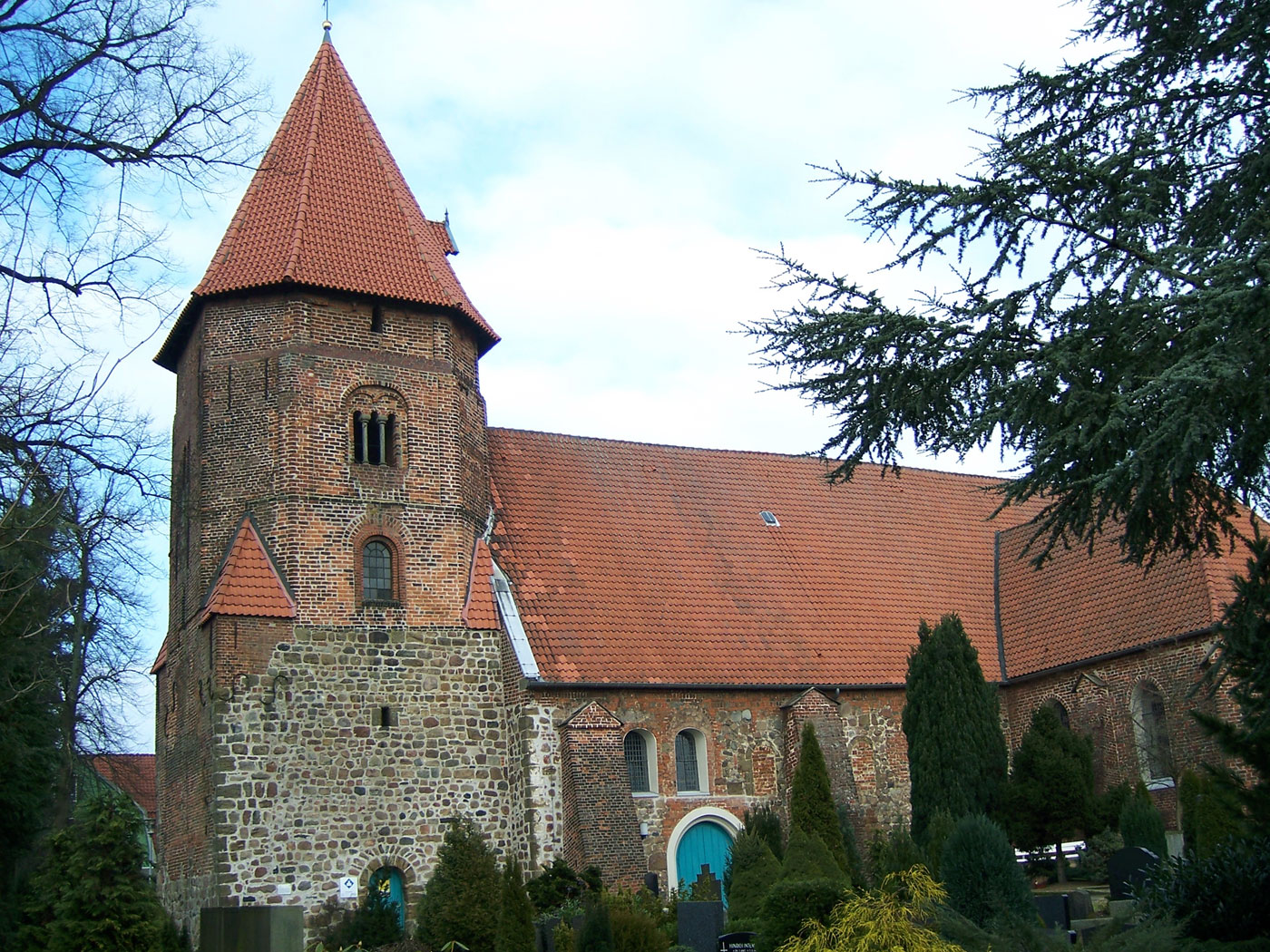
Kościół św. Wawrzyńca

- Kieś, Łotwa